# Harold Wethey
Harold Edwin Wethey (ur. 1902 w Port Byron, zm. 22 września 1984 w Ann Arbor) – amerykański historyk sztuki. Specjalizował się m.in. w twórczości El Greca.
Studiował na Cornell University, następnie obronił pracę doktorską na Harvardzie. Uczył w Bryn Mawr College i Washington University w St. Louis w stanie Missouri. Od 1940 roku wykładał na Uniwersytecie Michigan, gdzie pracował aż do przejścia na emeryturę w 1972 roku. Na Uniwersytecie Michigan został kierownikiem wydziału sztuk pięknych.

## Wybrane dzieła
- Colonial Architecture and Sculpture in Peru
- El Greco and His School
- Alonso Cano: paintor
- Titian and his drawings
- The Paintings of Titian

Napisał także trzy artykuły do Encyklopedii Britannica – „El Greco”, „Titian” i „History of Western Architecture”.